# Wärmebad
Ein Wärmebad ist die idealisierte Vorstellung einer Systemumgebung, die eine konstante Temperatur bereitstellt. Dazu muss ein Austausch von Wärme zwischen System und Umgebung gewährleistet sein. Dies nennt man auch thermische Kopplung.
In der Realität ist ein Wärmebad grundsätzlich nur näherungsweise realisierbar, dazu muss die Umgebung viel größer sein als das System selbst. Zudem muss eine Kopplung durch geeignete Wahl der Materialien der Systemwände hergestellt werden: Metall z. B. ist ein guter Wärmeleiter.
In der Praxis der Chemie, Biochemie und Biophysik geht man davon aus, dass die konstante Temperatur ganz natürlich durch das umgebende Medium gegeben ist, meist die Zimmertemperatur durch die Atmosphäre oder die Temperatur der lebenden Zelle durch eine wässrige Lösung.

## Thermodynamik
In der Theorie der Thermodynamik spielt die Bereitstellung einer konstanten Temperatur {\displaystyle T} eine außerordentlich wichtige Rolle:
- Koppelt man ein abgeschlossenes System (Volumen und Teilchenzahl {\displaystyle N} konstant) thermisch an das Wärmebad, so ist das System durch das kanonische Ensemble mit der zugehörigen Boltzmann-Statistik zu beschreiben. Das thermodynamische Potential, das in diesem Fall minimiert wird, ist die Freie Energie {\displaystyle F(T,V,N)}.
- Koppelt man ein abgeschlossenes System, das sein Volumen ändern kann (Druck und Teilchenzahl konstant), thermisch an das Wärmebad, so ist das zu dieser Präparierung gehörende thermodynamische Potential die Freie Enthalpie {\displaystyle G(T,p,N)}.
- Koppelt man ein System, das Teilchen mit seiner Umgebung austauschen kann (Volumen und chemisches Potential {\displaystyle \mu } konstant) thermisch an das Wärmebad, so ist das zu dieser Präparierung gehörende thermodynamische Potential das Großkanonische Potential {\displaystyle \Omega (T,V,\mu )}.

## Statistische Physik
Die statistische Physik stellt folgende Forderungen an ein Wärmebad:
- das System sei mikrokanonisch präpariert (Sinn davon ist die Definition der Temperatur als ab initio berechenbares Wärmebad-Charakteristikum)
- das Wärmebad sei unendlich groß (viel größer als das System, das am Wärmebad angekoppelt wird), so dass die Zufuhr einer endlichen Energiemenge die Temperatur des Wärmebads nicht ändert
- der führende Term der Entropie {\displaystyle S(E,V,N)}  im Limes großer Teilchenzahlen sei extensiv (allein deswegen muss das System sehr groß sein; bei kleinen Systemen muss die Entropie nämlich nicht extensiv sein)
- das Energiespektrum des Systems sei nach oben offen (sonst wären negative Temperaturen möglich)
- die Entropie wachse mit zunehmender Energie an (sodass die Temperatur mit steigender Energie zunimmt)

Die partiellen Ableitungen der extensiven Entropie nach ihren drei extensiven natürlichen Variablen Energie {\displaystyle E}, Volumen {\displaystyle V} und Teilchenzahl {\displaystyle N} ergeben drei intensive Größen, die charakteristisch für das Wärmebad sind, nämlich Temperatur {\displaystyle T}, Druck {\displaystyle p} und chemisches Potential {\displaystyle \mu }:
{\displaystyle {\begin{aligned}{\frac {1}{T}}&:={\frac {\partial }{\partial E}}S(E,V,N)\\{\frac {p}{T}}&:={\frac {\partial }{\partial V}}S(E,V,N)\\-{\frac {\mu }{T}}&:={\frac {\partial }{\partial N}}S(E,V,N)\end{aligned}}}
Das idealisierte Konzept eines Wärmebades spielt eine grundlegende Rolle für andere Ensembles der statistischen Mechanik, z. B. das kanonische Ensemble. Die Temperatur eines Wärmebades ist konstant, und die erste Gleichung lässt sich bei konstantem {\displaystyle V} und {\displaystyle N} trivialerweise integrieren. Mit der Beziehung {\displaystyle S(E,V,N)=k_{B}\ln Z(E,V,N)} zu der mikrokanonischen Zustandssumme {\displaystyle Z} führt dies unmittelbar auf den Boltzmann-Faktor des kanonischen Ensembles.